# Cantonul Évian-les-Bains
Cantonul Évian-les-Bains este un canton din arondismentul Thonon-les-Bains, departamentul Haute-Savoie, regiunea Rhône-Alpes, Franța.

## Comune
- Bernex
- Champanges
- Évian-les-Bains (reședință)
- Féternes
- Larringes
- Lugrin
- Maxilly-sur-Léman
- Meillerie
- Neuvecelle
- Novel
- Publier
- Saint-Gingolph
- Saint-Paul-en-Chablais
- Thollon-les-Mémises
- Vinzier